# De bridgespelers
De bridgespelers is een hoorspel van Kazimierz Orłoś. Brydżyści werd in 1971 door de Teatr Polskiego Radia uitgezonden en vertaald door Lex Lammen. De NCRV zond het uit op vrijdag 4 augustus 1975, van 22:45 uur tot 23:16 uur. De regisseur was Ab van Eyk.

## Rolbezetting
- Petra Dumas (Anna)
- Jan Wegter (Karel)
- Broes Hartman (ingenieur)
- Cees van Ooyen (Jan)
- Jaap Hoogstraten (Mickey)

## Inhoud
Anna en haar echtgenoot Karel spelen bridge tegen een ingenieur en Jan. Er wordt hartstochtelijk en met overgave gespeeld, zoals dat gebruikelijk is bij een goede spelletje. Alles gaat goed tot er een kijker komt die Mickey heet. Hij begint zich met het spel te bemoeien en uiteraard komt daar ruzie van. Iedereen ergert zich dood, behalve Anna. Die zegt: “O, Mickey, goed dat je gekomen. Jij moet zo meteen met mij spelen in plaats van Karel. Die kan absoluut niet kaarten.” Karel antwoordt boos: “Horen jullie hoe snel ze van partner ruilt? Zo gauw als ze een jonge vent tegenkomt…” Op een bepaald ogenblik loopt de ruzie zo hoog op dat ze besluiten (behalve Anna, die doet niet mee) Mickey even in het water te gooien. Dat doen ze en het is weer rustig, tot een van hen opmerkt dat Mickey nog steeds niet boven water is. Ze worden ongerust en maken elkaar de ergste verwijten. Ze moeten welhaast aannemen dat Mickey verdronken is. Ze besluiten net te doen alsof er niets is voorgevallen en vervolgen hun spelletje kaarten. Dan gebeurt er plotseling iets…